# Konjaku monogatari shū

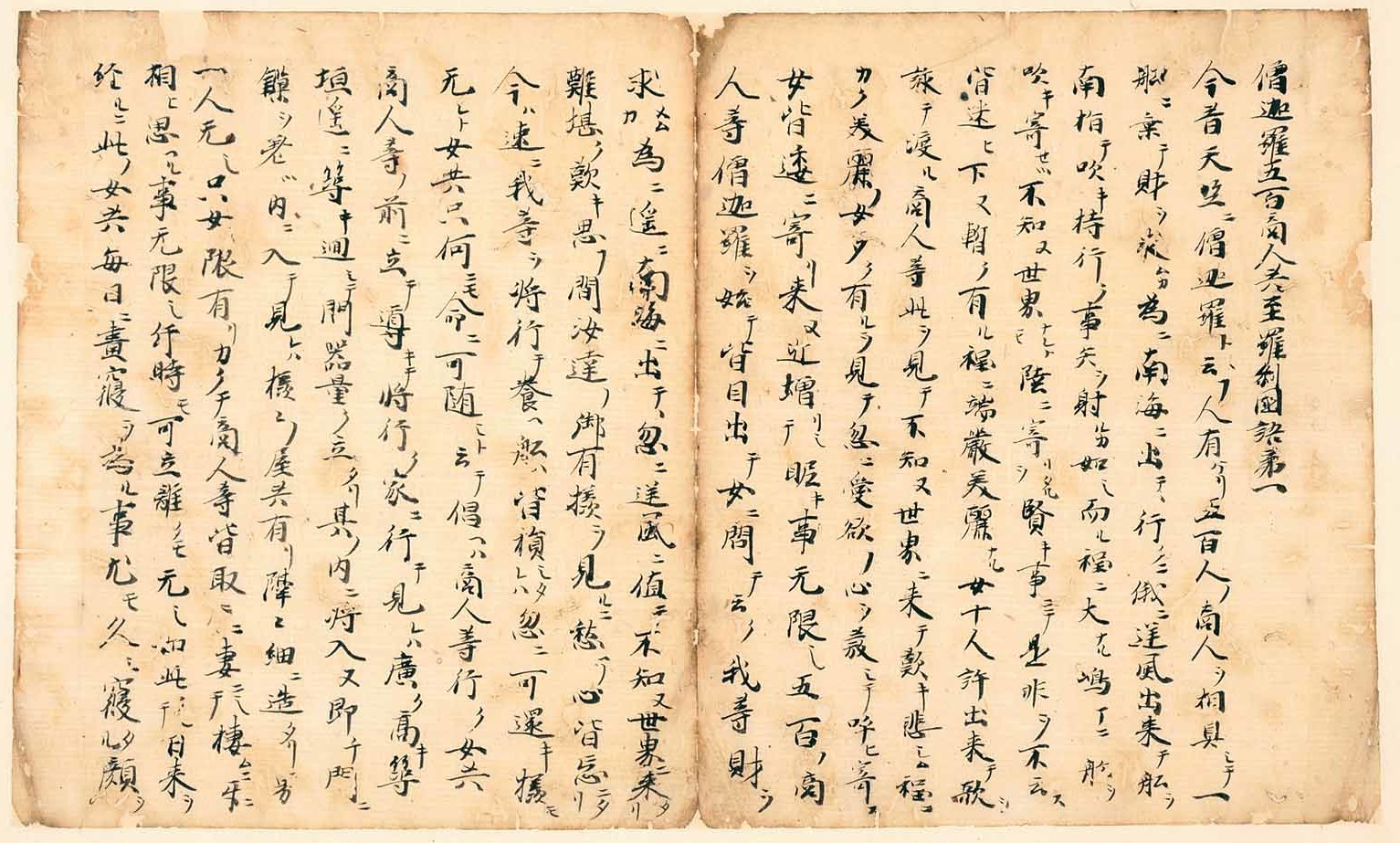
Pages 5 et 6 du volume 5 du Konjaku monogatari shū.

Le Konjaku monogatari shū (今昔物語集) est une compilation de textes dits setsuwa (説話, « anecdotes ») composée au Japon vers la fin du XIe siècle. Il est écrit en une forme de langue sino-japonaise de la période Heian appelée wakan konkōbun (和漢混交文). On en attribue traditionnellement la rédaction à Minamoto no Takakuni (源 隆国, 1004-1077), dit « Grand conseiller d'Uji » 宇治大納言 (Uji no dainagon), mais cette paternité est aujourd'hui nettement contestée. 
Bernard Frank traduit le titre par Recueil d'histoires qui sont maintenant du passé. Le livre donne une sorte de vue générale — assortie de nombreuses légendes — de l'histoire du monde, globalement fidèle à l'idée qu'on en avait au Japon à cette époque.

## À propos du titre
Chaque histoire de la collection s'ouvre sur la formule ima wa mukashi (今は昔, littéralement « [C'est] maintenant du passé »). Ces mots ont été repris dans le titre du livre — mais peut-être ne s'agit-il pas du titre original — sous la forme condensée konjaku (今昔), ce terme étant une lecture chinoise (on) des kanji 今 (ima) et 昔 (mukashi): kon, « maintenant » et -jaku « passé ». Quant à Monogatari shū, on peut le traduire « recueil » (shū) (集) d'« histoires » (monogatori) (物語),.  
Il se pourrait que cette formule ait été choisie parce qu'elle exprime parfaitement l'idée, au cœur du bouddhisme, d'impermanence: le présent est insaisissable, car à peine émerge-t-il du futur, voici qu'il bascule dans le passé. Par ailleurs, chaque histoire se termine par cette formule — qui est comme le pendant de celle d'ouverture — « ainsi dit-on qu'il a été rapporté »,.

## Plan du recueil
Le Konjaku monogatari shū réunit 1 059 anecdotes réparties en trente et un livres appelés maki (巻き, « rouleau ») comportant en moyenne chacun une quarantaine de contes; trois de ces livres  perdus (VIII, XVIII et XXI) et au moins deux autres (XXII et XXIII) sont incomplets. En l'état, l'ouvrage demeure considérable, puisqu'il occupe quelque 1 500 pages dans une édition courante moderne.
Il se compose de trois parties (部, bu), la dernière étant elle-même divisée en deux sections :
- Tenjiku-bu (天竺部?, L'Inde) : livres I à V ;
- Shintan-bu (震旦部?, La Chine) : livres VI à X ;
- Honchō (本朝?, Le Japon) : livres XI à XXXI
  - Buppō-bu (仏法部?, Loi bouddhique) : XI à XX ;
  - Sezoku-bu (世俗部?, Histoires mondaines ou « vulgaires ») : XXI à XXXI.

### Traductions
Aucune traduction intégrale n'a été réalisée, ni en français, ni en anglais.

#### En français
- Konjaku. Récits de la tradition japonaise à l’époque de Heian, récits traduits par Satoshi Tsukakoshi, version française établie par Armel Guerne et revue sur les textes originaux, Paris, Delpire, coll. « La Fable du monde », 1959, 210 p.
- Histoires qui sont maintenant du passé, traduction, introduction et commentaires par Bernard Frank, Paris, Gallimard, coll. « Connaissance de l'Orient », 2008 [1968], 336 p.  (ISBN 2-0707-0922-1).
- Histoires fantastiques du temps jadis, traduit par Dominique Lavigne-Kurihara, Arles, Picquier, 2002, 230 p.  (ISBN 2-8773-0749-2).
- Histoires d'amour du temps jadis. Précédées de Portraits crachés, traduit par Dominique Lavigne-Kurihara, préface de Pascal Quignard, Arles, Picquier, 2005, 245 p.  (ISBN 2877307948).
- Gouverneurs de province et guerriers dans les histoires qui sont maintenant du passé, traduit par Francine Hérail, Paris, Collège de France - Institut des Hautes Etudes Japonaises, 2004, 197 p.  (ISBN 978-2-913-21710-2).

#### En anglais
- Ages ago: thirty-seven tales from the Konjaku Monogatari Collection, Susan Wilbur Jones, translator, Cambridge (MA), Harvard University Press, 2014 [1959], 194 p.  (ISBN 978-0-674-18135-9).
- Tales of times now past: sixty-two stories from a medieval Japanese collection, Marian B. Ury, translator, Berkeley, University of California Press, 1985, 210 p.  (ISBN 978-0-520-05467-7).
- Of Birds and Beasts, Fish and Fowl: Japanese Tales of Times Now Past, De Wolf, Charles, editor and translator, with Masayuki Furuse, Takatoshi Kuhara, Fuyuko Yamamoto, Kenji Yoshida, Tokyo, Babel Press, 2017, 132 p.  (ISBN 978-4-894-49532-6).

### Études
- Bernard Frank, « Introduction; Commentaires », dans Histoires qui sont maintenant du passé, Paris, Gallimard, coll. « Connaissance de l'Orient » (no 17), 2008 (1re éd. 1968), 336 p. (ISBN 978-2-070-70922-9), p. 11-54; 217-331

- (en) W. Michael Kelsey, « Konjaku Monogatari-shū. Toward an Understanding of Its Literary Qualities », Monumenta Nipponica, vol. 30, no 2,‎ 1975, p. 121-150 (lire en ligne)
- (en) William Ritchie Wilson, « The Way of the Bow and Arrow. The Japanese Warrior in Konjaku Monogatari », Monumenta Nipponica, vol. 28, no 2,‎ 1973, p. 177-233 (lire en ligne)